# Marie Dentière
Marie Dentière (1495 circa – 1561) è stata una teologa belga aderente alla Riforma protestante.

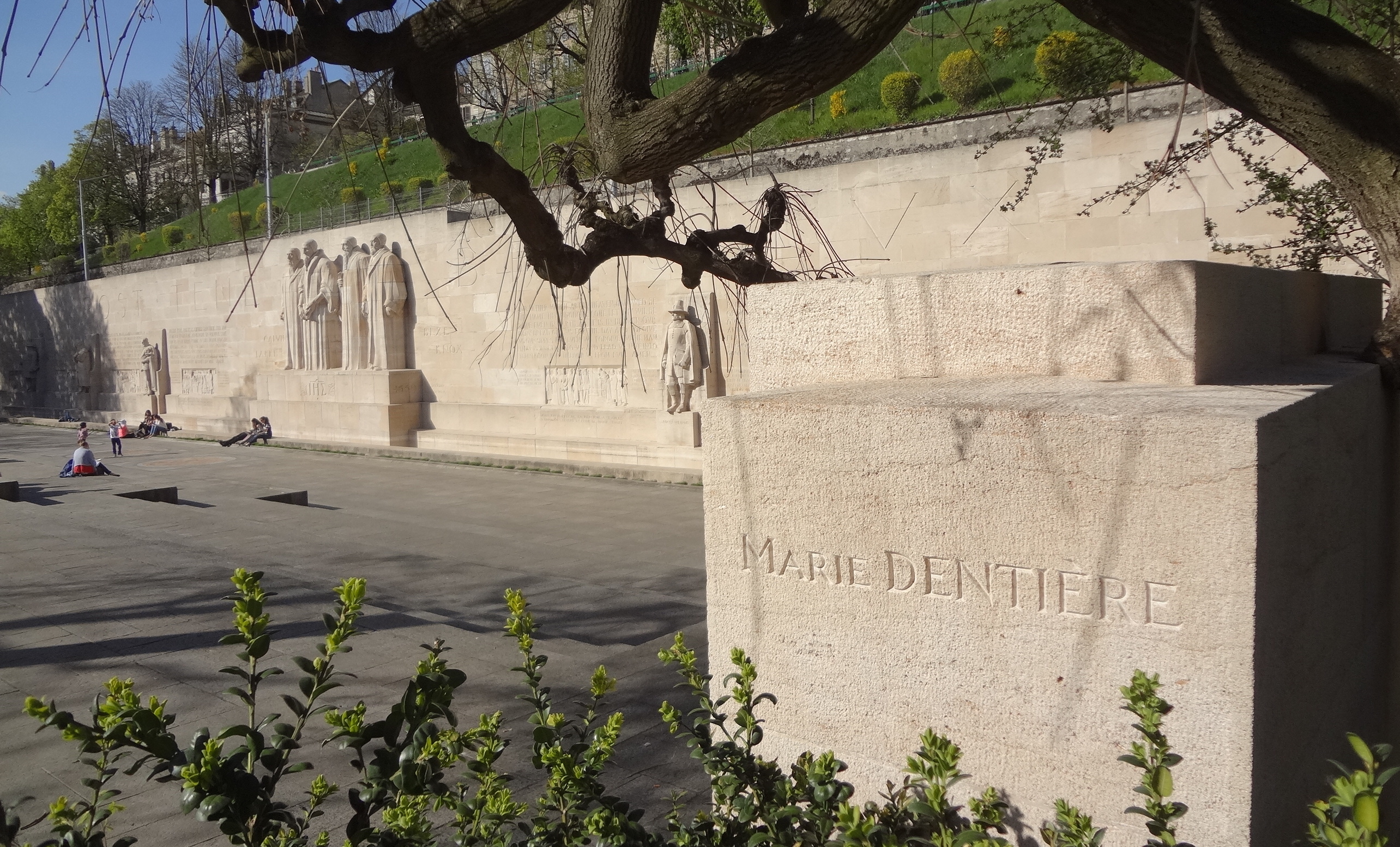
Il Monumento internazionale alla Riforma di Ginevra; l'unico nome di donna è quello di Marie Dentière

A Ginevra svolse un ruolo di protagonista nella politica e nella religione cittadina, contribuendo alla chiusura dei conventi e alla predicazione insieme ad altri riformatori quali Giovanni Calvino e Guillaume Farel. Nei suoi scritti, oltre ai temi riguardanti la Riforma, trova spazio anche la prospettiva femminile in un mondo in rapida evoluzione come era quello del XVI secolo. Anche il suo secondo marito, Antoine Froment, fu attivo come riformista.